# Кевин Варга
Кевин Варга (мађ. Varga Kevin; Карцаг, 30. март 1996) је мађарски професионални фудбалер који игра за Аполон Лимасол у  кипарској првој лиги, такође наступа за фудбалску репрезентацију Мађарске а игра на позицији везног.

## Каријера

### Дебрецен
Варга је 18. августа 2017. одиграо свој први меч за Дебрецин у победи од 4 : 1 против Вашаша у Мађарској лиги.

### Касимпаша
Варга је 2. септембра 2020. године извршио трансфер од 850.000 евра прешавши у турски фудбалски клуб Касимпаша, потписујући четворогодишњи уговор.

### Јанг бојс
Варга је 9. фебруара 2022. године прешао на позајмицу у Јанг Бојс у Швајцарској.

## Репрезентација
За репрезентацију Мађарске је дебитовао 9. јуна 2018. године у пријатељској утакмици против Аустралије.
Дана 1. јуна 2021. Варга је био укључен у коначну екипу од 26 играча који су представљали Мађарску на поново заказаном УЕФА Еуро 2020 турниру.